# Clément Berthier
 (août 2024).
Si vous disposez d'ouvrages ou d'articles de référence ou si vous connaissez des sites web de qualité traitant du thème abordé ici, merci de compléter l'article en donnant les références utiles à sa vérifiabilité et en les liant à la section « Notes et références ».
Clément Berthier né le 3 février 2000 à Lille, est un pongiste handisport français, évoluant en classe 8

## Biographie
Clément Berthier, à la suite d'un accident domestique à l'âge de 2 ans, perd l'usage de sa jambe gauche et subit une amputation fémorale de la jambe gauche à l’âge de 9 ans. Il commence le tennis de table à l’âge de 11 ans dans le club d'Orchies puis dans le club de Roanne en 2014. Après avoir obtenu un DUT Mesures Physiques à Clermont-Ferrand, il devient élève ingénieur à Polytech'Tours en Génie de l’aménagement et de l’environnement. Il intègre alors le club de Joué-les-Tours.
En 2019, il est champion de France Élite dans sa catégorie et il décroche sa première qualification aux championnats d’Europe.
Alors 21e mondial, il se qualifie pour les Jeux de Tokyo en gagnant le Tournoi de qualification paralympique à Lasko en juin 2021. Son parcours individuel s'arrête après les phases de poule; il a plus de réussite par équipe où, associé à Thomas Bouvais, il décroche la Médaille de Bronze.
En 2022, il remporte son deuxième titre de champion de France.
Aux championnats du monde à Grenade en 2022, associé à Esteban Herrault, le binôme remporte la médaille de Bronze en double messieurs MD14.
En septembre 2023, toujours associé à Esteban Herrault, il est sacré champion d'Europe dans la catégorie double messieurs MD14 et gagne le Bronze en double mixte XD14 associé à Morgen Caillaud.
En 2024, en gagnant les opens d'Egypte, du Brésil, du Monténégro et de Slovénie, il se positionne au 2ème rang mondial et assure sa qualification pour Paris 2024.
La même année, il remporte pour la 3ème fois le titre de champion de France.
Il est médaillé de bronze du double hommes MD14 avec Esteban Herrault aux Jeux paralympiques de 2024 à Paris

## Décorations
- Chevalier de l'ordre national du Mérite le 8 septembre 2021[9]